# Guru Gobind Singh

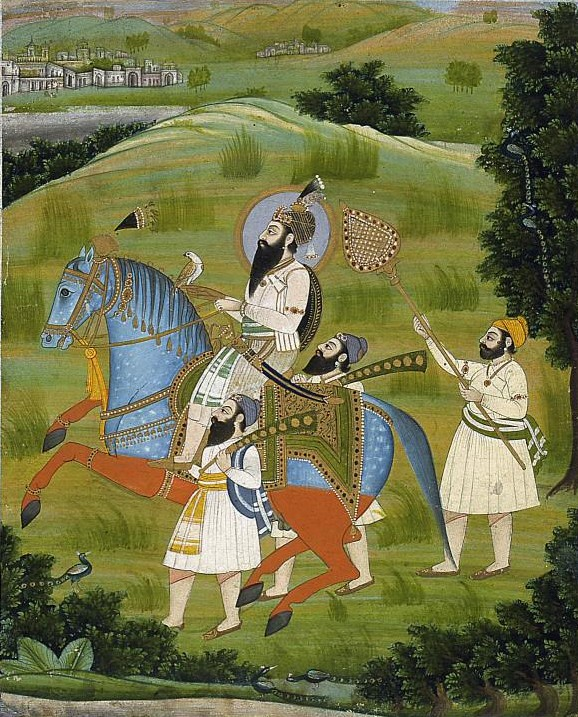
Guru Gobind Singh

Gobind Singh (punj.: ਸ੍ਰੀ ਗੁਰੂ ਗੋਬਿੰਦ ਸਿੰਘ ਜੀ) , eller Govind Singh, var sikhernas tionde och siste mänskliga guru, född 22 december 1675 i Patna, död 7 oktober 1708 (mördad); en tid, som sammanfaller med stormogulen Aurangzeb, som lät avrätta hans fader, och vars välde Gobind, sedan han vid 15 års ålder blivit guru, till hämnd föresatt sig att störta.
Sikherna tolererades till en början av Indiens muslimska härskare. Men då deras antal alltmera växte och de bildade en stat i staten, blev de hårt förföljda. Detta föranledde ett fullständigt omslag i deras hållning. Då sikhledaren Guru Ardjun dött i fängelse, grep de under hans son och efterträdare Guru Hargovind till vapen. Den ursprungligen fredliga sekten omgestaltades efter hand till en vild krigarhord, som med blodiga drag inristat sitt namn i Indiens historia.
Denna omgestaltning fullbordades under deras tionde och siste guru, 
Genom inrättande av en egendomlig religiös invigningsceremoni, pahul, sökte Guru Gobind Singh ena och konsolidera alla sikher till endera ett för seger eller undergång berett folk. Detta sökte han bland annat åstadkomma genom kasternas avskaffande och inrättande av religiösa och dietiska övningar, ägnade att stärka sektens kraft särskilt som krigare.  Dasam granth (den 10:e konungens granth) av mera krigiskt innehåll, i motsättning till vilken heliga boken fick namnet Adi granth (den första granth).
Under hela sin tid som guru var Guru Gobind Singh upptagen av sin strid med Aurangzeb, fördrevs från sitt residens Anandpur och genomgick skiftande öden, tills han strax före stormogulens död (1707) återkom. I tronföljdskriget mellan dennes söner tog han Bahadur Shahs parti. För att avlägsna Guru Gobind Singh från Punjab gav denne honom krigiska uppdrag i Deccan, där han sovande blev han attackerad bakifrån i Nizams rike (1708). Hans djupa sår blev senare infekterade och var troligen dödsorsaken. Guru Gobind Singh instiftade khalsa, ett krigiskt brödraskap, vars namn sedermera överflyttades på hela sikhsamfundet. Efter ett blodigt nederlag mot stormogulens härar 1713 blev sikherna sedan till stor del utrotade.
Innan Guru Gobind Singh lämnade denna värld utnämnde han Guru Granth Sahib som den elfte - eviga - gurun som skulle leda sikherna i all framtid.